# Siredom
Le Siredom, Syndicat intercommunal pour le recyclage et l'énergie par les déchets et ordures ménagères (anciennement Syndicat intercommunal pour la revalorisation et l'élimination des déchets et des ordures ménagères) est un syndicat mixte francilien de collecte et de traitement des déchets ménagers, établi essentiellement dans l'Essonne et en Seine-et-Marne.

## Historique
Le syndicat voit le jour en 1957, à l’initiative de 9 communes.
En 2018, l’ex Sictom de l’Hurepoix fusionne avec le Siredom, portant le nombre de communes gérées par le syndicat à 175.

## Fonctionnement

### Collecte
Le Siredom assure la collecte des déchets en porte-à-porte pour les 37 communes du Pays de Limours, du Dourdannais en Hurepoix et de l’Etampois Sud Essonne.
D’autres communes du département de l’Essonne collectent leurs déchets à travers leur agglomération et prestent le Siredom uniquement pour le traitement des déchets.

### Traitement
Le syndicat gère un Centre Intégré de Traitement des Déchets (CITD) (écosite) en délégation de service public à Vert-le-Grand. Ce centre est géré par la Semardel par une DSP de 18 ans, de 2018 à 2038.
Au sein de son territoire, le Siredom gère 24 écocentres et un centre de transfert des déchets à Étampes, permettant de transférer les déchets par des camions plus capacitaires sur le CITD de Vert-le-Grand.

### Semardel
La Semardel est un syndicat d’économie mixte, ayant des actionnaires publics à hauteur de 73% et des actionnaires privés à hauteur de 27%, qui s’occupent de la collecte des déchets pour les collectivités ou des entreprises et le traitement des déchets à travers l’eco site.

## Territoire
Le syndicat Siredom gère la collecte des déchets de 31 communes de l’ex Syctom de l’Hurepoix, en Essonne. Sur les autres communes, les déchets sont collectés par les communautés de communes ou d’agglomérations.
Le syndicat traite les déchets de 175 communes représentant 900 000 habitants en 2018.